# Tijdsvereffening

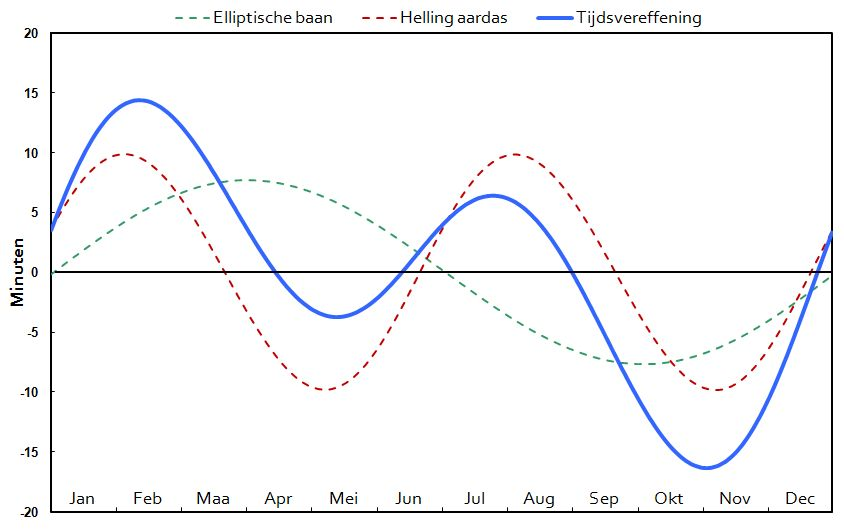
De tijdsvereffening - boven de as het aantal minuten dat de plaatselijke middelbare tijd voorloopt op de zonnewijzer (maximaal 14 minuten), en onder de as het aantal minuten dat hij achterloopt (maximaal 16,5 minuut). De bijdragen van de elliptische aardbaan (groen gestippeld) en de helling van de aardas (rood gestippeld) zijn afzonderlijk aangegeven.
Er is geen eenduidige afspraak over het teken van het tijdsverschil, de ene keer is de tijdsvereffening het verschil van middelbare tijd min zonnetijd, de andere keer het verschil van zonnetijd min middelbare tijd. De overeenkomstige grafieken zijn het spiegelbeeld van elkaar.

De tijdsvereffening is het verschil tussen de plaatselijke middelbare tijd en de zonnetijd.
De zonnetijd is de plaatselijke tijd gemeten met een zonnewijzer. Twaalf uur 's middags wordt gedefinieerd als het moment waarop de zon de plaatselijke meridiaan passeert. De zon staat dan in het zuiden (of noorden). De tijd tussen twee opeenvolgende passages is een zonnedag. De duur van een zonnedag varieert echter in de loop van het jaar, de kloktijd tussen de zonnetijd "12 uur" en de volgende zonnetijd "12 uur" is niet precies 24 klokuren. De mate waarin de kloktijd bij een zonnetijd "12 uur" afwijkt van 12 uur is periodiek veel groter, want dit is de cumulatie van de verschillen van vele dagen, totdat de verschillen van teken wisselen en het gecumuleerde verschil dus weer kleiner wordt.
De middelbare tijd is over een jaar gemiddeld gelijk aan de zonnetijd, maar elk etmaal duurt precies 24 uur. Dankzij de vereffening van de variatie van de zonnetijd kan de middelbare tijd worden weergegeven door gelijkmatig lopende uurwerken.
Het verschil tussen de kloktijd en de plaatselijke middelbare tijd kan aanzienlijk zijn (bijvoorbeeld een uur en 40 minuten in de zomer in het westen van Nederland). Het wordt grotendeels bepaald door van de ligging in de tijdzone en de eventuele toepassing van zomertijd. De tijdsvereffening is hierop een variatie.

## Oorzaken
De schommeling van de zonnetijd heeft twee oorzaken. Ten eerste is de baan van de aarde om de zon licht elliptisch, wat gevolgen heeft voor de hoeksnelheid, vanwege de tweede wet van Kepler. Begin januari staat de aarde het dichtst bij de zon en is de hoeksnelheid het grootst. Dit verlengt de zonnedag. De aarde moet namelijk verder om zijn as draaien om de zon weer recht voor zich te krijgen. Begin juli is de aarde het verst van de zon verwijderd en de hoeksnelheid laag, wat de zonnedag verkort.

Een tweede bijdrage komt van de helling van de aardas ten opzichte van de baan om de zon. Die veroorzaakt de seizoenen, maar beïnvloedt ook de lengte van de zonnedag. 

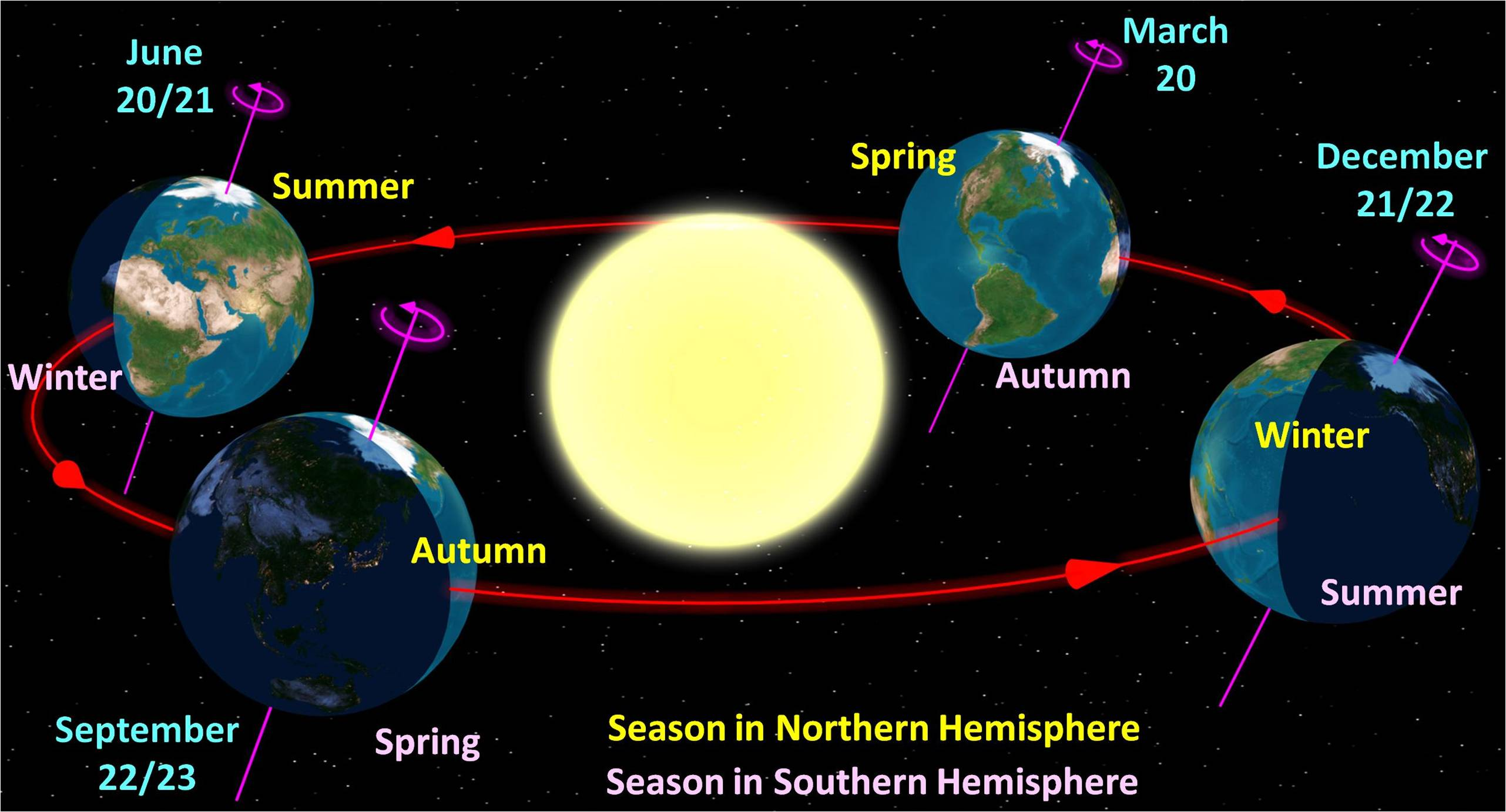
De oriëntatie van de aardas ten opzichte van de zon aan het begin van de vier seizoenen

 Aan het begin van de zomer en de winter is de aardas naar de zon toe gekanteld. De baanbeweging van de zon is vrijwel van oost naar west gericht. Het duurt relatief lang voordat de aardrotatie deze beweging inhaalt. Dit verlengt de zonnedag. Bij het begin van de lente en de herfst staat de aardas scheef voor de zon. De baanbeweging is nu niet geheel in de oost-west richting en wordt sneller ingelopen door de draaiing van de aarde om zijn as. Dit verkort de zonnedag.
De invloed van de twee oorzaken op het verschil tussen de zonnetijd en de middelbare tijd is ongeveer even groot. Maar ze hebben niet hetzelfde verloop. De variatie door de helling van de aarde herhaalt zich elk half jaar. Het maakt namelijk niet uit of de aardas naar voren of naar achteren is gericht (in de winter en de zomer) of linksom of rechtsom (in de lente en de herfst). De variatie door de elliptische aardbaan herhaalt zich eens per heel jaar.
In de herfst en winter werken de twee invloeden samen, wat er toe leidt dat de zonnetijd rond 2 november ruim 16 minuten voorloopt op de middelbare tijd. De grootste achterstand wordt bereikt rond 11 februari en is zo’n 14 minuten. In de lente en de zomer werken de twee invloeden elkaar tegen, zodat de afwijkingen kleiner zijn.

## De donkere dagen voor kerst
De tijdsvereffening is het meest merkbaar rond de jaarwisseling. Het begin van de winter (meestal 21 december) is de kortste dag. Maar de vroegste zonsondergang vindt eerder plaats, in Nederland en België ongeveer 9 dagen eerder. Vandaar dat men wel spreekt van “de donkere dagen voor kerst”. De laatste zonsopgang is juist 9 dagen na de kortste dag.
In januari worden de dagen langer door de seizoensinvloed. Bovendien gaat de zonnetijd dan achterlopen op de middelbare tijd en verschuift de zonsondergang naar een later tijdstip. De combinatie maakt dat het snel “lichter” wordt (afgemeten aan de zonsondergang).
In de tropen is de seizoensinvloed op de lengte van de dagen klein. De tijdsvereffening is er merkbaar door een geleidelijke verschuiving van de tijdstippen van zonsopgang en –ondergang, eens per half jaar vooruit en achteruit.

## Analemma van de Zon

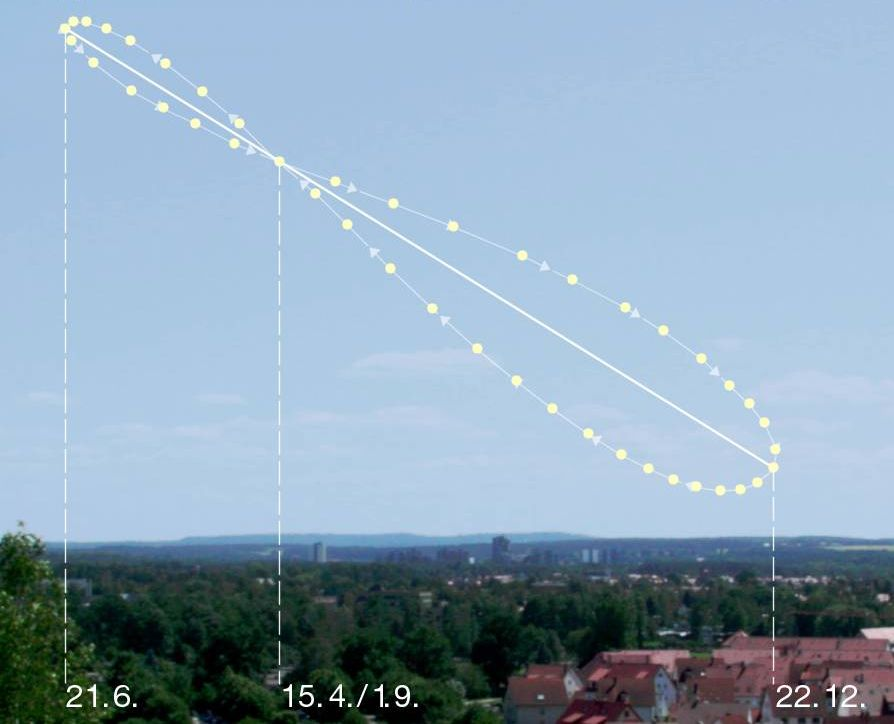
Analemma van de Zon op het noordelijk halfrond, in oostelijke richting

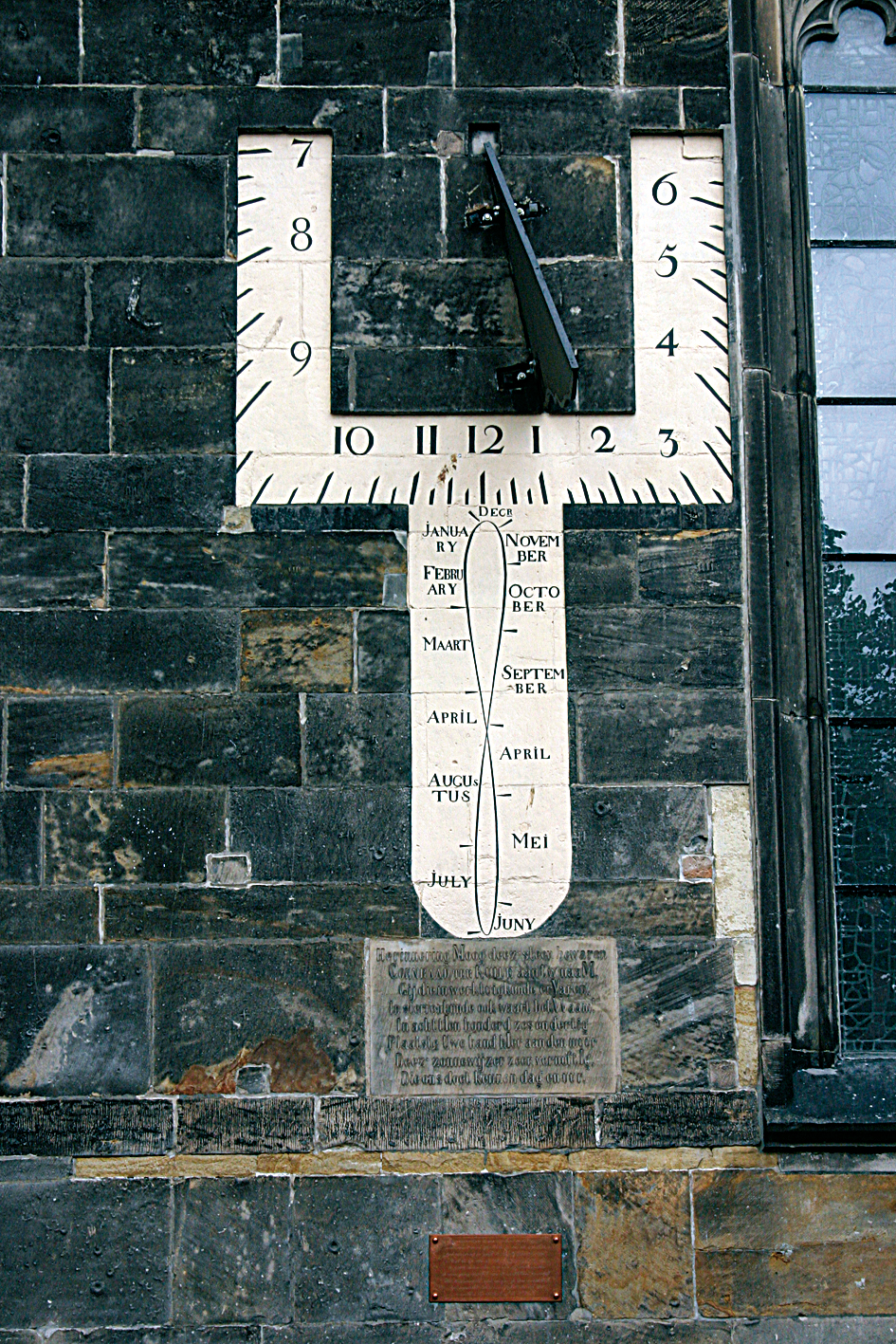
Zonnewijzer aan de Grote Kerk in Enschede

De tijdsvereffening is zichtbaar in het analemma van de zon. Dit is de vorm die ontstaat als men elke dag op hetzelfde tijdstip de positie van de zon vastlegt, bijvoorbeeld op een meervoudig belichte foto. De figuur is een uitgerekte acht. De uitwijking in de lengte hangt samen met de seizoenen: in de zomer staat de zon hoger aan de hemel dan in de winter. De zijdelingse component wordt veroorzaakt door de tijdsvereffening. De onderste lus is wijder dan de bovenste, doordat de twee oorzaken van de tijdsvereffening in dezelfde richting werken tijdens herfst en winter, en tegengesteld in de lente en de zomer.
Het is mogelijk een speciale zonnewijzer te bouwen die rekening houdt met het analemma, en dus met de tijdsvereffening. Een voorbeeld is te vinden in Enschede, op de Grote Kerk, en in Arrecife, de hoofdstad van Lanzarote. De schaduw van de zon wordt geprojecteerd op een 8-vormige schaal. De zonnewijzer geeft niet alleen de juiste tijd (volgens de klok) maar ook de datum.

## Geschiedenis
De ongelijkmatige beweging van de zon was al bekend in de oudheid. Maar hij werd pas van praktisch belang toen er nauwkeurige mechanische klokken beschikbaar kwamen, die men naast zonnewijzers ging gebruiken voor tijdmeting. De eerste correcte tabel voor de tijdsvereffening werd gepubliceerd door Christiaan Huygens in 1665.